# Chandra Kumari Gurung
Chandra Kumari Gurung   (1956) és una antiga treballadora nepalesa que va emigrar a Corea del Sud. El novembre de 1993 va ser diagnosticada erròniament d'una malaltia mental i va ser empresonada en un hospital psiquiàtric de Corea del Sud durant sis anys i quatre mesos.

## Confinament i alliberament
Chandra va arribar a Corea del Sud el 1992 per a guanyar diners. Després de rebre un visat de curta durada, va entrar a Corea legalment i va treballar com a ajudant de màquines de cosir en una fàbrica tèxtil de Seül.
El novembre de 1993, Chandra, que menjava ramen en un restaurant, es va adonar que no portava la cartera fins després de dinar. El propietari va cridar a la policía i quan va ser detinguda per no pagar, Gurung va intentar explicar (malgrat el seu domini limitat de la llengua coreana) que s'havia deixat la cartera amb els diners i identificació per error a la fàbrica on treballava. A causa de la negligència de la policia i una sèrie de males conductes professionals, Gurung va ser detinguda i diagnosticada erròniament com a esquizofrènica.
Va ser sotmesa durant sis anys i quatre mesos a contenció física, medicamentació forçada i aïllament. Finalment, durant un examen mèdic pel psiquiatre de l'hospital, es va descobrir que Chandra no era una persona esquizofrènica, sinó una persona nepalesa, i va ser alliberada l'abril del 2000. Va tornar a casa seva al Nepal, on la seva família estava desconsolada per la seva sobtada desaparició.

## Demanda i atenció dels mitjans de comunicació
Posteriorment, Gurung va presentar una demanda per demanar una indemnització pel seu injust empresonament i una disculpa formal del govern sud-coreà. El tribunal li va concedir aproximadament 23.500 dòlars USA.
La seva història va guanyar notorietat i cobertura informativa, i va ser objecte d'un curtmetratge titulat NEPAL, Never Ending Peace And Love (NEPAL, pau i amor sense fi) del director de cinema sud-coreà Park Chan-wook com a part d'una antologia de pel·lícules del 2003, If You Were Me (títol coreà: 여섯 개의 시선), composta de sis curtmetratges i produïda per la Comissió Nacional de Drets Humans de Corea.